# François Merville
François Merville (* 1968) ist ein französischer Schlagwerker, der vor allem im Bereich des Jazz hervorgetreten ist.

## Leben und Wirken
Merville erhielt ab dem siebten Lebensjahr Musikunterricht. Er studierte klassisches Schlagwerk am CNR in Rueil und am Nationalen Konservatorium für Musik in Paris; zum Ende seines Studiums erhielt er einen Preis für herausragende Leistungen in Perkussion 1988 sowie in Paris einen ersten Preis für Schlaginstrumente und einen ersten Preis für Kammermusik.
1991 nahm er an einer Tournee des Ensemble InterContemporain unter der Leitung von Pierre Boulez teil. Bereits 1984 gab er sein Debüt im Bereich des Jazz bei Jacky Terrasson. Später war er Mitglied der Gruppen von Noël Akchoté und Bojan Zulfikarpašić (mit dieser Gruppe erhielt er 1992  beim Jazzwettbewerb von La Défense den Ersten Preis). International bekannt wurde er, seitdem er 1994 Partner von Louis Sclavis wurde, zunächst im Trio mit Bruno Chevillon, dann im Quintett. Er spielte mehrere Alben mit ihm ein und ging bis 2010 immer wieder mit ihm auf Tournee in Europa, dem Mittleren Osten und Amerika. 1996 trat er zudem im Duo mit dem Posaunisten Ray Anderson auf verschiedenen Festivals auf. Weiterhin arbeitete er mit Bernard Struber, Marc Ducret, Jean-Louis Matinier, Dominique Pifarély, Dave Douglas, Django Bates, aber auch Michel Portal. 1995 bildete er ein Trio mit Stéphan Oliva und Bruno Chevillon (mit dem 2001 das Album  Jade Visions entstand) sowie sein Quintett (mit Sébastien Texier, Guillaume Orti, Vincent Ségal und François Thuillier), mit dem er 2000 das Album La part de l’ombre vorlegte. 1999 nahm er mit der Dodekaband von Martial Solal auf. Im Jahr 2000 arbeitete er mit dem Liedermacher Thomas Fersen. 2003 trat er dem Trio zam bei, dessen weitere Mitglieder Olivier Sens und Vincent Courtois sind. 2004 gründete er (mit Christophe Monniot, Gilles Coronado und Nicolas Le Moullec) das Quartett O mago Hermeto, das sich der Musik von Hermeto Pascoal widmet (gleichnamiges Album 2007). Weiterhin spielte er im Trio des dänischen Gitarristen Hasse Poulsen, im Septett von Laurent Dehors und in den Gruppen von Henri Texier, Vincent Courtois, Jean-Marie Machado und Denis Colin.